# Daodejing
(Cap.XVI)

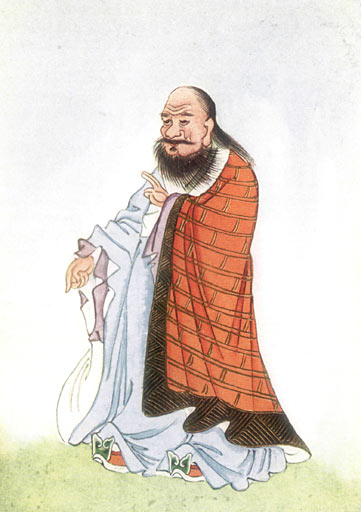
Laozi

Il Daodejing (道德經T, 道德经S, Pinyin: Dàodéjīng, Wade-Giles: Tao Te Ching «Libro della Via e della Virtù») è un testo cinese di prosa talvolta rimata, la cui composizione risale a un periodo compreso tra il IV e il III secolo a.C., considerato libro fondante del pensiero taoista. 
Il libro è di difficile interpretazione perché formato da caratteri che sembrano in contraddizione tra loro all'interno di alcuni capitoli. A ciò si aggiunge il sospetto che le tavolette dalle quali era composto, mal rilegate, si slegassero frequentemente, in modo tale che blocchi di caratteri si mescolassero nel tramandarlo: da qui il sorgere di numerose questioni critiche e interpretative riferite a diverse forme di questo libro ritrovate tra diverse scoperte archeologiche. Il testo permette di affrontare diversi piani di lettura e d'interpretazione.
L'opera è stata composta in una fase storica non ben delineata. Per secoli gli studiosi l'hanno attribuita al saggio Laozi (老子, pinyin: lǎozi), ma, in primo luogo, non vi è attestazione storica dell'esistenza dell'uomo, nemmeno lo storico cinese Sima Qian si dice certo del personaggio, inoltre il testo ha subito numerosi rimaneggiamenti sino al primo periodo Han (206 a.C.-220 d.C.). Tuttavia, l'esistenza del testo non è attestata prima del 250 a.C.
Il periodo tra il 403 a.C. e il 256 a.C., chiamato degli Stati combattenti, fu un'epoca durante la quale i vari sovrani cinesi si dichiaravano guerra continuamente. Età violenta ma che, nonostante ciò, risultò essere l'apice della creatività del pensiero cinese. La tradizione racconta che Lao Zi decise di allontanarsi dalla corte Zhou perché, stanco delle lotte e del disordine, desiderava tranquillità. Partì con il suo bufalo e arrivò al confine del suo Stato dove venne fermato dal guardiano del valico, chiamato anche Yin del valico (关尹, pinyin: Guān Yǐn). Il guardiano riconobbe Lao Zi e gli disse che non poteva andarsene prima di aver lasciato un segno tangibile della sua saggezza. Fu in questa occasione che Lao Zi compose il Tao Te Ching. Finito di scrivere, Lao Zi se ne andò e di lui non si seppe più nulla.

## Origine
L'origine del testo è descritta nell'opera Shiji di Sima Qian:
(Shiji, capitolo 63, verso 3)

## Struttura del testo
Il Daodejing è un testo relativamente breve, che consta di 5 000 caratteri: per questo motivo è noto anche come 五千文 (wǔ qiān wén) o "[Classico] dei cinquemila caratteri". Il testo è suddiviso in ottantuno capitoli o "stanze" di lunghezza diversa, all'interno dei quali si ritrovano numerosi passaggi in rima, costituiti da veri e propri versi ritmati. Il numero non è casuale, è infatti sacro per il taoismo, certamente frutto di una divisione artificiosa fatta durante o dopo la Dinastia Han. Difatti in uno scavo nella località di Mawangdui della provincia dello Hunan, furono trovati vari manoscritti Taoisti scritti ad inchiostro su seta, tra questi due versioni del testo di Laozi. Esse sono probabilmente le più antiche a noi pervenute e sprovviste della suddivisione in 81 capitoli, inoltre sono sostanzialmente diverse: vi è un'inversione del corpo del testo. Ciò ha alimentato le discussioni sulle possibili variazioni incorse del tempo.
Alla luce di questi elementi è facile capire perché siano state prodotte differenti versioni ad opera di sinologi competenti e di chi si è avventurato nella traduzione dell'opera.
Il testo tratta argomenti molto eterogenei nelle diverse stanze: si tratta molto spesso di aforismi, massime e precetti che vengono proposti in un linguaggio oscuro e criptico in cui abbondano metafore e termini di significato ambiguo, spesso di difficile traduzione. Per questo motivo sono possibili diverse interpretazioni degli stessi passaggi.
Per le sue caratteristiche compositive il Daodejing si differenzia da altri importanti testi filosofici cinesi, quali i Dialoghi, in cui la stragrande maggioranza degli aneddoti riportano veri e propri frammenti di dialogo tra il maestro e i suoi discepoli, o il Zhuāngzǐ, l'altro grande testo della tradizione taoista che invece è strutturato in veri e propri capitoli narrativi.
L'eterogeneità del contenuto non offre coordinate spazio-temporali o riferimenti specifici, rendendone difficile la datazione e la collocazione geografica: ciò, assieme al linguaggio usato, permette un'ampia varietà di interpretazioni del testo i cui insegnamenti sono stati applicati alle tematiche più disparate.

## Il titolo
- Dào/Tao 道 letteralmente ha il significato di "via" o "dottrina". Si può pensare a essa come l'insieme di tutte le conoscenze incontrate fino ad allora e poi descritte nel libro.
- Dé/Te 德 traducibile con "virtù". Tuttavia in origine questo termine non riguardava la sfera morale, piuttosto è l'influenza che si irraggia dalla Via, è la Forza Spirituale in senso magico; Te è potenza magica. Solo in seguito la "buona condotta" in senso naturalistico diventa la "buona condotta" in senso etico. Ma comunque spesso i due significati si confondono e sovrappongono. Difatti "Il Santo" a cui è rivolto il libro è colui che si identifica e si abbandona alla Via; il suo obbiettivo principale è coltivare il Te, forza vitale e potenziale magico. Lo fa con una profonda ascesi, una vita all'insegna della morigeratezza; resta dunque inattivo e passivo evitando ogni sforzo teso a raggiungere un qualche fine. Il suo fine è il Wu wei il Non-agire praticato con un'intenzione cosciente: atteggiamento dettato dalla certezza che il corso naturale delle cose (la Via) lo favorirà. Qui si cela la potenza magica.
- Jīng/Ching 經 qui usato nei significati di canone o "grande libro" o "classico" o "amministrare".

Il titolo dell'opera si può quindi tradurre come "il classico della Via e della virtù" o "amministrate virtuosamente la dottrina".
Durante l'epoca Dinastia Han il libro circolava con il titolo di Laozi, lo stesso del presunto autore.

## Contenuti
L'opera è composta da 81 capitoli:
- Capitolo 1: Introduce il concetto del Tao come l'origine ineffabile di tutto ciò che esiste. È al di là dei concetti dualistici e non può essere descritto completamente con le parole. La saggezza sta nel riconoscere e vivere in armonia con il Tao.[6]

- Capitolo 2: Esplora il concetto di dualità e opposizione (come bello e brutto) e come queste opposizioni non possano esistere senza l'altro. L'armonia si trova nell'accettare e integrare queste polarità.[7]

- Capitolo 3: Critica il privilegio e l'orgoglio e suggerisce che la vera saggezza si trova nell'umiltà. La leadership giusta non cerca il potere, ma guida con gentilezza e semplicità.[8]

- Capitolo 4: Descrive il Tao come un'energia infinita e misteriosa che nutre e sostiene l'universo senza esaurirsi. È vuoto, ma allo stesso tempo pieno di potenziale.[9]

- Capitolo 5: Parla della natura del Tao come una forza neutra e impersonale che non fa distinzione tra cose e persone. È giusto e imparziale, governando tutto senza preferenze.[10]

- Capitolo 6: Introduce il concetto di "spirito" o "essenza" del Tao come una forza vitale eterna e femminile che sostiene e guida tutto. È una forza vitale pura e invisibile.[11]

- Capitolo 7: Sottolinea l'importanza dell'auto-sacrificio e dell'umiltà nel guidare gli altri. Il saggiato leader si preoccupa del bene comune e agisce senza egoismo.[12]

- Capitolo 8: Descrive la virtù dell'"acqua" come una metafora per la saggezza e la flessibilità. La vera virtù è adattarsi e fluire, proprio come l'acqua che si adatta alla forma del contenitore.[13]

- Capitolo 9: Parla dell'equilibrio tra il possesso e l'uso delle cose. È meglio evitare l’eccesso e non afferrarsi troppo a ciò che si possiede, per non perdere l'armonia.[14]

- Capitolo 10: Esplora come la pratica del Tao e la meditazione possono aiutare a mantenere l'equilibrio interiore e l'armonia con il mondo esterno, pur mantenendo una mente chiara e una grande integrità.[15]

- Capitolo 11: Sottolinea il valore del vuoto e dell'assenza. Gli oggetti sono utili non per la loro sostanza, ma per il loro spazio e per la loro capacità di servire a uno scopo.[16]

- Capitolo 12: Esplora come i desideri e le passioni possono distogliere dalla vera saggezza e dal Tao. La semplicità e il controllo dei desideri sono essenziali per una vita equilibrata.[17]

- Capitolo 13: Parla della reputazione e del riconoscimento. Essere libero dal bisogno di approvazione e restare fedeli a se stessi è più importante che cercare il riconoscimento.[18]

- Capitolo 14: Descrive la natura misteriosa e sfuggente del Tao. È impossibile vederlo direttamente, ma si può percepire attraverso la sua manifestazione nel mondo.[19]

- Capitolo 15: Sottolinea le qualità del saggio, come la modestia e la saggezza. Un saggio è come un antico maestro, capace di guidare con semplicità e umiltà.[20]

- Capitolo 16: Parla del raggiungimento del vuoto interiore e dell'armonia con il Tao. Attraverso la meditazione e la riflessione, si può ottenere un equilibrio duraturo.[21]

- Capitolo 17: Descrive la qualità ideale di un buon leader, che è quasi invisibile e guida attraverso l'esempio, lasciando che le persone si auto-organizzino e vivano in armonia.[22]

- Capitolo 18: Sostiene che la decadenza delle virtù tradizionali e dei valori accade quando ci si allontana dal Tao. Ritorna alle semplicità e alla naturalità per recuperare la vera saggezza.[23]

- Capitolo 19: Promuove l'idea di rinunciare alle convenzioni sociali e agli eccessivi desideri per ritrovare la semplicità e l'autenticità. La semplicità porta alla vera saggezza.[24]

- Capitolo 20: Esplora la differenza tra vivere secondo il Tao e seguire le convenzioni sociali. La vera libertà e saggezza vengono dall'abbandono delle norme e dall'adesione alla natura semplice del Tao.[25]

- Capitolo 21: Descrive la qualità del vero saggio che vive in armonia con il Tao e rappresenta il perfetto equilibrio tra saggezza e azione.[26]

- Capitolo 22: Parla dell'importanza dell'umiltà e della flessibilità. Accettare la propria imperfezione e vivere in armonia con il flusso naturale porta alla vera realizzazione.[27]

- Capitolo 23: Sottolinea l'importanza di agire senza forzare le cose e di rispettare il ritmo naturale della vita. La naturalezza e il non forzare sono essenziali per vivere in armonia.[28]

- Capitolo 24: Critica il comportamento vanitoso e l'orgoglio. Sottolinea che la vera grandezza non si manifesta attraverso la manifestazione apparente, ma attraverso l'autenticità e la semplicità.[29]

- Capitolo 25: Descrive il Tao come l'origine e la sostanza del mondo, un principio eterno e indomabile che è al di là delle descrizioni e delle comprensioni ordinarie.[30]

- Capitolo 26: Sostiene l'importanza di mantenere il proprio equilibrio e di non essere travolti dalle ambizioni e dai desideri materiali. La vera saggezza è nella calma e nella moderazione.[31]

- Capitolo 27: Parla delle qualità di una buona guida, che è capace di armonizzare e di servire gli altri senza forzare le cose. Una guida virtuosa sa adattarsi e rispondere alle necessità degli altri.[32]

- Capitolo 28: Esplora l'idea di ritornare alla semplicità e alla naturalezza, rifiutando l'artificio e l'eccesso. La forza vera viene dall'essere in armonia con il proprio essere autentico.[33]

- Capitolo 29: Avverte contro il tentativo di controllare o forzare le cose. L'armonia e il successo si trovano nel lasciar andare e nel fluire con il Tao.[34]

- Capitolo 30: Critica l'uso della forza e della violenza. La vera forza e il successo derivano dal vivere secondo il Tao e dalla gentilezza, non dalla coercizione.[35]

- Capitolo 31: Esplora il valore della non-violenza e della gentilezza. Le armi e la guerra non portano vera vittoria, mentre la gentilezza e la saggezza sono più efficaci.[36]

- Capitolo 32: Descrive il Tao come una forza eterna e universale che è in armonia con tutte le cose. È la base di tutto ciò che esiste e guida l'armonia universale.[37]

- Capitolo 33: Sottolinea l'importanza della conoscenza di sé e della saggezza. Conoscere se stessi e comprendere i propri limiti porta a una vita equilibrata e armoniosa.[38]

- Capitolo 34: Descrive come il Tao governa tutto senza sforzo e senza intervento. La vera saggezza è nella naturalezza e nell’accettare la guida del Tao senza forzare le cose.[39]

- Capitolo 35: Sostiene che il Tao è una forza potente e semplice che nutre e guida l'universo. L'armonia e il successo si trovano nell'abbracciare la semplicità e il flusso naturale.[40]

- Capitolo 36: Parla di come il piccolo può superare il grande e di come la debolezza può prevalere sulla forza. La vera forza è nella capacità di adattarsi e di fluire con il Tao.[41]

- Capitolo 37: Sostiene l'importanza della non-azione e della semplicità. Vivere secondo il Tao senza forzare le cose porta a un equilibrio naturale e alla pace interiore.[42]

- Capitolo 38: Esplora la differenza tra la vera virtù e la virtù apparente. La vera virtù è naturale e spontanea, mentre la virtù apparente è forzata e superficiale.[43]

- Capitolo 39: Descrive come l'armonia e l'equilibrio nell'universo derivano dal Tao, che unisce tutte le cose e mantiene l'ordine naturale senza sforzo.[44]

- Capitolo 40: Parla del ritorno al principio e della necessità di seguire il flusso naturale della vita. Il ritorno alla semplicità porta alla vera pace e all'armonia.[45]

- Capitolo 41: Sottolinea che la vera saggezza e comprensione vengono dalla riflessione e dalla semplicità. I veri saggi non si vantano della loro saggezza, ma vivono in armonia con il Tao.[46]

- Capitolo 42: Esplora il concetto di dualità e come la comprensione e l'accettazione delle opposizioni portano all'armonia e alla completezza.[47]

- Capitolo 43: Sostiene che la vera forza e il successo vengono dalla gentilezza e dalla non-azione. La forza più grande è quella che agisce senza forzare.[48]

- Capitolo 44: Parla della vera ricchezza e del valore delle cose immateriali, come la pace interiore e la saggezza, rispetto ai beni materiali.[49]

- Capitolo 45: Descrive la vera grandezza come quella che è umile e naturale. La vera forza e perfezione si manifestano attraverso la semplicità e l’equilibrio.[50]

- Capitolo 46: Sottolinea l'importanza di mantenere l'equilibrio e di evitare il desiderio e l'ambizione eccessivi. Una vita semplice porta alla vera prosperità e pace.[51]

- Capitolo 47: Parla di come la conoscenza e la saggezza si trovano attraverso l'esperienza diretta e l'osservazione, piuttosto che attraverso l'apprendimento intellettuale.[52]

- Capitolo 48: Sottolinea che il vero progresso e la vera conoscenza si ottengono attraverso il ritorno alla semplicità e alla meditazione. L'accumulo di sapere e desideri non porta alla saggezza.[53]

- Capitolo 49: Descrive la saggezza del saggio che vive in armonia con il Tao e rispetta le diversità. La vera saggezza è non giudicare e accettare le persone così come sono.[54]

- Capitolo 50: Esplora il ciclo della vita e la morte, e come vivere in armonia con il Tao porta a una vita equilibrata e serena. Accettare il ciclo naturale è parte della saggezza.[55]

- Capitolo 51: Parla di come il Tao governa tutto senza forzare. La vera saggezza si trova nel seguire il flusso naturale e lasciare che il Tao faccia il suo corso.[56]

- Capitolo 52: Esplora l'idea di ritornare alla semplicità e all'innocenza per trovare la vera saggezza. Abbandonare le complicazioni e le convenzioni porta alla pace interiore.[57]

- Capitolo 53: Sostiene l'importanza della semplicità e dell’umiltà nel perseguire una vita virtuosa. La vera saggezza si trova nel vivere secondo il Tao e mantenere un cuore semplice.[58]

- Capitolo 54: Descrive come la vera forza e il vero valore si manifestano attraverso la semplicità e la modestia. La crescita personale e la saggezza si ottengono attraverso la naturalezza.[59]

- Capitolo 55: Parla dell’importanza della vera forza interiore e della purezza. Chi è in armonia con il Tao ha una forza e una saggezza che sono invisibili ma profonde.[60]

- Capitolo 56: Esplora il concetto di essere invisibile e non affermarsi, per essere veramente influente e saggio. La vera influenza viene dalla modestia e dalla semplicità.[61]

- Capitolo 57: Sostiene che la vera saggezza e la vera guida vengono dalla non-azione e dall’evitare di forzare le cose. La guida efficace è quella che non si impone ma guida attraverso l’esempio.[62]

- Capitolo 58: Descrive la necessità di mantenere la semplicità e l’umiltà nella vita e nella leadership. Una vita guidata dal Tao è priva di eccessi e conflitti.[63]

- Capitolo 59: Parla dell'importanza della virtù e della saggezza nella guida e nella leadership. La vera saggezza consiste nel mantenere la modestia e l'armonia con il Tao.[64]

- Capitolo 60: Esplora come governare e gestire il mondo con gentilezza e non-azione. La vera forza e stabilità vengono dal fluire con il Tao e dal non forzare le cose.[65]

- Capitolo 61: Sottolinea che la vera grandezza e saggezza si trovano nel mantenere l'umiltà e la semplicità. La guida efficace è quella che è in armonia con il Tao e non cerca il potere.[66]

- Capitolo 62: Descrive il Tao come la fonte di tutte le cose e la chiave per la saggezza e la pace. Chi vive in armonia con il Tao trova la vera protezione e sicurezza.[67]

- Capitolo 63: Parla dell'importanza di vivere senza sforzo e di mantenere la semplicità. La saggezza consiste nel seguire il flusso naturale e nell'agire con modestia.[68]

- Capitolo 64: Sottolinea che la vera forza e successo si ottengono attraverso la calma e la preparazione. La vita deve essere gestita con prudenza e senza forzare le cose.[69]

- Capitolo 65: Esplora la saggezza della semplicità e della non-azione. Una guida saggia agisce con discrezione e senza forzare le situazioni, mantenendo l'armonia.[70]

- Capitolo 66: Parla dell'importanza della semplicità e della modestia nella leadership. Un buon leader guida senza forzare e mantiene l'armonia attraverso l'esempio e la modestia.[71]

- Capitolo 67: Descrive le tre virtù principali del saggio: semplicità, frugalità e umiltà. Queste virtù portano alla saggezza e all'armonia con il Tao.[72]

- Capitolo 68: Sottolinea che la vera forza e la vera leadership si manifestano attraverso la gentilezza e la non-azione. La vera grandezza è nel vivere secondo il Tao con umiltà.[73]

- Capitolo 69: Esplora la saggezza della non-azione e del non forzare. La vera forza viene dalla capacità di fluire con il Tao e di non opporsi agli eventi naturali.[74]

- Capitolo 70: Parla della vera conoscenza e saggezza come quella che è semplice e non appariscente. La vera saggezza è modesta e naturale.[75]

- Capitolo 71: Sottolinea l'importanza di riconoscere i propri limiti e di vivere in armonia con il Tao. La saggezza consiste nel non forzare le cose e nel mantenere la semplicità.[76]

- Capitolo 72: Esplora il concetto di non-azione e di accettare il flusso naturale della vita. La vera saggezza è nella semplicità e nell'evitare di forzare le cose.[77]

- Capitolo 73: Parla dell'importanza della non-azione e della saggezza nella guida. La vera forza e la vera leadership vengono dal fluire con il Tao e non dal forzare le cose.[78]

- Capitolo 74: Sostiene che la vera forza e il vero controllo si manifestano attraverso la gentilezza e la non-azione. La vera saggezza è nella semplicità e nella modestia.[79]

- Capitolo 75: Descrive la relazione tra la forza e la saggezza. La vera forza e la vera guida derivano dal vivere in armonia con il Tao e dal non forzare le cose.[80]

- Capitolo 76: Esplora il concetto di debolezza e forza. La vera forza viene dalla capacità di fluire con il Tao e di adattarsi alle circostanze senza forzare.[81]

- Capitolo 77: Parla della vera generosità e dell’importanza di mantenere l'equilibrio e la modestia. La vera saggezza si trova nell'accettare il flusso naturale e vivere senza eccessi.[82]

- Capitolo 78: Sottolinea l'importanza della semplicità e della naturalezza. La vera forza e la vera virtù si manifestano attraverso la purezza e l'umiltà.[83]

- Capitolo 79: Parla della necessità di risolvere i conflitti e mantenere l'armonia attraverso la gentilezza e la saggezza. La vera forza è nella capacità di perdonare e di adattarsi.[84]

- Capitolo 80: Esplora la vita ideale di semplicità e di pace. Una vita vissuta in armonia con il Tao è caratterizzata dalla semplicità e dalla modestia.[85]

- Capitolo 81: Sottolinea che la vera saggezza è nella semplicità e nell’umiltà. La vera virtù è quella che è naturale e spontanea, e non forzata o apparente.[86]

## Temi
Il primo capitolo del Daodejing si apre con la seguente affermazione: "Il tao che può essere detto non è l'eterno tao". Una delle interpretazioni di questa frase, alla luce di altri passaggi del testo che ritornano su questo argomento, è che vi sia una dimensione dicibile del tao che però non arriva a sfiorare la vera natura di esso, che per definizione sfugge a qualunque tentativo di "presa" mediante il discorso e il linguaggio.
Nel secondo capitolo si afferma che il tao è al di là degli opposti, un'essenza che la dualità non comprende. Gli opposti (per es. il bene e il male) servono solamente per orientarsi, ma qualunque saggio sa che non esistono. Lo yin e lo yang (prodotti del tao) non esistono puri ma sono sempre in reciproca proporzione e il loro intreccio dà vita alle "10 000 cose" (tutte le cose) che non sono altro che un'interazione fra opposti.
Infatti il tao è "uno stile di vita, la via maestra che si riflette sia nel macrocosmo (l'organizzazione perfetta dell'universo) sia nel microcosmo (lo stile di vita di ognuno di noi, l'arte di compiere ogni attività)".

### Wu  (o Wu wei)
Nel capitolo 11 Laozi parla di un "utensile recipiente" come un vaso e dice che la sua utilità non sta solo nell'argilla o nella ceramica usata per produrlo, ma anche nella sua parte senza materia il cui sinonimo può essere interpretato come "Vuoto". Questa constatazione ci fa entrare nell'ottica del wu (無, cinese semplificato: 无), da intendersi come il nulla, nessuna cosa, quel vuoto che non è mancanza ma è il nulla, potenziale matrice di ogni cosa. Esso stesso è identificato come un aspetto importante della Via o della Dottrina. In questa visione perciò è anche importante ciò che non è detto, ciò che si legge fra le righe, ciò che non si sente. È in quest'ottica che si comprende anche come interpretare la brevità del Tao Te Ching.
La condizione ideale in cui "la virtù" (il Te) può dispiegarsi al meglio è in modo spontaneo, seguendo la "via" o la "dottrina" (il Tao), non intraprendendo nessuna azione particolare ma appunto abbandonandosi (praticando il non-agire Wu wei, azione-senza-azione Wei wu wei) alla "via", nella "dottrina", in cui è descritta alcune volte l'immagine dell'acqua.

### Acqua come immagine della Via
«La bontà dell'acqua consiste nel fatto che si reca senza profitto ai diecimila esseri senza lottare. Essa si reca nel posto ( il più basso) che ogni uomo detesta. Ecco perché è molto vicina alla Via
(capitolo XVIII)
L'acqua rappresenta tutto ciò che c'è di buono e di propizio. La sua debolezza è intrinseca eppure senza fretta scava le valli e frantuma le rocce. Essa segue il suo corso naturale nello scendere a valle senza sforzo, si reca da tutti gli esseri viventi senza eccezione e nel posto più basso. Questo simboleggia "la bontà" delle cose comuni, il posto più discreto, più basso è il migliore e il più conforme alla Via. In questo senso l'acqua rappresentante la Via ci insegna, che le piccole cose e con esse la morigeratezza, l'umiltà e la discrezione sono profittevoli, virtuose ed auspicabili. Riguardo a questi concetti, riferendosi al "Santo" (di cui parleremo più avanti), vi è un passo molto esplicativo: 
«Egli non si esibisce, e perciò risplende. Egli non si afferma, e perciò si manifesta. Egli non si vanta, e perciò riesce. Egli non si gloria, e perciò diventa il capo. Infatti, appunto perché non lotta, non c'è nessuno nell'impero che possa lottare con lui.»

(capitolo XXII)
E ancora:
«Pratica il Non-agire, bada a non fare niente, assapora il senza sapore; considera il piccolo come grande, il poco come molto!»

(capitolo LXIII)

### L'eterno divenire della Via

Diagramma taoista della creazione dall'originale unità del Tao attraverso lo yin-yang e i trigrammi dellI-Ching

L'immagine dell'acqua veicola anche un altro importante significato: il cambiamento, il mondo è concepito non in maniera statica ma dinamica. Qui si apre una stretta parentela con le idee fondamentali di un altro testo (anch'esso oscuro) che funge da pilastro della cultura cinese: I-ching (Il libro dei Mutamenti) un libro di aforismi e divinazione in cui ogni cosa è rappresentata da dei simboli (esagrammi). Essi sono formati da un'alternanza di linee continue _____ (Yang) e spezzate __ __ (Yin), le combinazioni di tre linee formano otto trigrammi, questi ultimi vanno a creare i 64 esagrammi. Questi esagrammi a loro volta non sono permanenti ma mutano in un'alternanza di Yin (buio, freddo, femminilità, passività) e Yang (luce, caldo, mascolinità, attività). Questa alternanza è la Via (il Tao). Tutto nella via è mutevole, temporaneo, costantemente incostante; ben raffigurato da un'alternanza di ossimori: l'immobilità del non-agire e il dinamismo della Via.

Infatti: 
«La Via è costantemente inattiva, eppure non c'è niente che non si faccia [...] Se a questo potessero attenersi i re vassalli, i diecimila esseri accorrerebbero spontaneamente. Il cielo e la terra si unirebbero per far cadere una dolce rugiada, che il popolo riceverebbe spontaneamente in parti uguali senza che nessuno debba prendersene cura. In verità diventerebbero anch'essi privi di desideri. Essendo privi di desideri, diventerebbero tranquilli, e l'impero si consoliderebbe da solo.» (capitolo XXXVII)
L'allusione all'impero è caratteristica del periodo intorno al 300 a.C. degli Stati combattenti (che va dal 453 a.C. al 221 a.C.) durante il quale lo scopo dell'alta politica era l'unificazione della Cina.
Difatti sul finire degli Stati combattenti erano ormai avvenute ovunque riforme feudali e le divisioni territoriali erano viste come un grave impedimento ad ulteriori sviluppi economici e culturali. Sono quindi molti e famosi i pensatori (Confucio, Mencio, Xunzi, Han Fei e Li Si) che durante i periodi "delle primavere e degli autunni" e degli Stati combattenti si interrogarono sul tema dell'unificazione vista come tendenza inevitabile dello sviluppo storico.

### Il Santo e il governo
Il governo è un ulteriore elemento centrale del libro. Infatti il Tao-te-ching si rivolge principalmente al "Santo", ma questo santo è il Principe: colui che guida la nazione. Il libro vuole dare regole alla comunità degli uomini affinché seguano la Via. In questo senso è figlio di idee totalitarie elaborate dalla scuola dei Legisti, una tendenza politica del terzo secolo a.C. diretta contro la feudalità e un sistema di privilegi e istituzioni rituali. Lo strumento di cui necessita il Principe per imporre la propria autorità assoluta è la Legge, una legge che opera inesorabilmente come la Via. Un principio che si basa sulla considerazione che la natura dell'uomo è malvagia o abietta e soltanto con la Legge, che si impone con pene severe, si può costringerlo a una "buona condotta" e con lui tutta la nazione.
«Se non si esaltano gli uomini di talento, si ottiene che il popolo non lotti. Se non si dà valore ai beni difficili da ottenere, si ottiene che il popolo non rubi. Se non gli si mostra ciò che potrebbe bramare, si ottiene che il cuore del popolo non sia turbato. Ecco per quale ragione il Santo, nella sua opera di governo, svuota il cuore (degli uomini) e riempie il loro ventre, indebolisce la loro volontà e rafforza le loro ossa, in modo da ottenere che il popolo sia costantemente ignaro e senza desideri, e coloro che sanno non osino agire. Egli pratica il Non-agire, e in questo caso non c'è nulla che non sia ben governato.» (capitolo III)
Le misure del Principe mirano quindi allo svilimento del popolo, a tenerlo in salute ma culturalmente ignorante, ingrassarlo ma non arricchirlo, perché la ricchezza favorisce i prodotti culturali. Gli onori causano ambizioni e l'oro cupidigia, l'oro e gli onori sono ricompense a sforzi, attività e passioni che non si armonizzano con la Via. Nell'applicazione politica il Taoismo è quindi anti-culturale, i piaceri che solleticano i sensi intralciano l'uomo, ogni sforzo morale e culturale non è che un ostacolo all'ordine naturale delle cose. Difatti il Santo, il "vero Taoista", si scaglia anche contro le regole formali dell'etichetta rituale e della buona condotta morale il cui studio è senza fine: «Abolisci lo studio e sarai senza preoccupazioni.»

Tutto questo, al contrario delle idee militariste della scuola Legista, è però accompagnato dal pacifismo: la guerra porta solo miseria e non è conforme al non-agire.
«Colui che assiste un signore degli uomini per mezzo della via, non fa violenza all'impero con le armi. Questo modo di agire provoca un contraccolpo. Là dove gli eserciti si accampano crescono spine e cardi. A grandi guerre seguono anni di carestia. [...] che sia risoluto, ma non altero. Che sia risoluto per necessità. Che sia risoluto senza violenza.» (capitolo XXX)

## Edizioni italiane
- Il libro della via e della virtù, traduzione di Julius Evola[90], Lanciano, Carabba, 1923. - Edizioni Arktos, 1982; Edizioni Mediterranee, 1992; Mimesis, 2017.
- La regola celeste (Tao Te Ching), traduzione di Alberto Castellani. Firenze, 1927, Biblioteca Sansoniana Straniera.
- Il libro della norma e della sua azione, a cura di Rosanna Pilone, Collana BUR, Milano, Rizzoli, 1962.
- Tao Tê Ching. Il libro della via e della virtù, a cura di J.J.L. Duyvendak. Traduzione di Anna Devoto, Oscar Mondadori, 1978.
- Il tao-te-king, traduzione di P. Siao Sci-yi, Roma-Bari, Laterza, 1989.
- Il libro della virtù e della via. Il Te-tao-ching secondo il manoscritto di Ma-wang-tui[91], a cura di Lionello Lanciotti, Milano, SE, 1993.
- Tao. Il libro della via e della virtù, traduzione di A.G. Teardo, Stampa Alternativa, 1994.
- Lao Tzu-Lieh-Chuang Tzu, I padri del taoismo, traduzione di L. Wieger-P. Nutrizio, Luni, 1994.
- Il libro del Tao. Tao-teh-ching, Cura e trad. di Girolamo Mancuso, Roma, Newton Compton, 1995.
- Tao te Ching (Il libro della virtù e della vita), traduzione di C. Lamparelli, a cura di B. Browne Walker, Milano, Mondadori, 1995.
- Laozi. Genesi del «Daodejing»[92], A cura di Attilio Andreini. Saggio introduttivo di Maurizio Scarpari, Collana Biblioteca, Torino, Einaudi, 2004, ISBN 978-88-06-17066-0.
- Tao Te Ching. Una guida all'interpretazione del libro fondamentale del taoismo, collana Universale Economica Feltrinelli/Oriente, traduzione di Augusto Shantena Sabbadini, Milano, Feltrinelli, 2011, ISBN 9788807882753.
- Daodejing. Taoismo: ricerca indie (2012-2017). Traduzione, a cura di Davide Ziliani.  Religioni e Spiritualità>Altre religioni , Appunti, Cremona, Youcanprint, 2019, ISBN 978-88-278-5993-3.
- Daodejing. Il canone della Via e della Virtù, traduzione di M. Biondi, A cura di Attilio Andreini, Collana Piccola biblioteca. Classici, Torino, Einaudi, 2018, ISBN 978-88-06-23015-9.